# Левандовский, Антон Генрихович
Антон Генрихович Левандовский (27 сентября 1936, с. Петровка, Чкаловский район, Северо-Казахстанская область, Казакская АССР, РСФСР, СССР — 6 июля 2005, Водзислав-Слёнски, Водзиславский повят, Силезское воеводство, Польша) — директор совхоза «Бирликский», Герой Социалистического Труда (1981). Депутат Верховного Совета Казахской ССР. Член КПСС с 1963 года.

## Биография
Родился 27 сентября 1936 года в селе Петровка Чкаловского района Северо-Казахстанской области (сегодня — Тайыншинский район Северо-Казахстанской области) в семье репрессированных поляков с Украины.
Окончил в Петровке среднюю школу. В 1953 году поступил в Алма-Атинский зооветеринарный институт, по окончании которого с 1958 года работал сначала зоотехником в совхозе «Целинный», потом в районном сельскохозяйственном управлении.
В 1962 году был назначен директором совхоза «Бирликский» Рузаевского района Кокчетавской области (ныне — район имени Габита Мусрепова Северо-Казахстанской области). Пробыл в этой должности в течение 34 лет.
Превратил свой совхоз в экономически устойчивое сельскохозяйственное предприятие. Благодаря внедрению новых сортов повысилась урожайность зерновых. При нём совхоз стал заниматься животноводством. За выдающиеся успехи в работе был награждён в 1974 году орденом Дружбы народов.
В 1981 году удостоен звания Героя Социалистического Труда удостоен звания Героя Социалистического Труда «за выдающиеся успехи, достигнутые в выполнении планов и социалистических обязательств по продаже государству в 1980 году миллиарда пудов зерна и перевыполнении планов десятой пятилетки по производству и закупкам хлеба и других сельскохозяйственных продуктов».
Избирался депутатом Верховного Совета Казахской ССР.
В 1997 году вышел на пенсию. Проживал в городе Щучинск. В 2004 году эмигрировал в Польшу (в город Водзислав-Слёнски), где умер 6 июля 2005 года.

## Награды
- Герой Социалистического Труда (1981).

## Источник
- «Қазақстан»: Ұлттық энцклопедия / Бас редактор Ә. Нысанбаев — Алматы: «Қазақ энциклопедиясы», 1998. ISBN 5-89800-123-9, II том.
- «Ақмола облысы» энциклопедиясы.